# Jamie Zawinski
Jamie Zawinski, ps. jwz (ur. 3 listopada 1968) – amerykański haker i programista.
Najbardziej znany jako twórca uniksowego portu przeglądarki internetowej Netscape Navigator i wygaszacza ekranu dla X Window System – XScreenSaver oraz dużego wkładu do projektu XEmacs.
Osoba odpowiedzialna za niektóre Easter Eggs w programie Netscape Navigator. Do wersji 4.8 włącznie wpisanie „about:jwz” przenosiło na jego stronę domową, zmieniało także wygląd logo przeglądarki z litery „N” na kompas.
Twórca projektu Mozilla. Odszedł z niego 1 kwietnia 1999 po konfliktach ze swoim pracodawcą Netscape, które narosły po wykupieniu firmy przez korporację America Online.